# Renardia nigrella
Renardia nigrella är en skalbaggsart som först beskrevs av Leconte 1863.  Renardia nigrella ingår i släktet Renardia och familjen kortvingar. Inga underarter finns listade i Catalogue of Life.